# Владимир Денисов
Владимир Михајлович Денисов (блр. Уладзімір Міхайлавіч Дзянісаў; рус. Владимир Михайлович Денисов — рођен 29. јуна 1984. у Чашникију, СССР) белоруски је професионални хокејаш на леду. Леворук је и игра на позицији одбрамбеног играча.
Тренутно игра у руској екипи Торпеда из Нижног Новгородаа у КХЛ лиги. У неколико наврата био је на позицији капитена сениорске репрезентације Белорусије.

## Клупска каријера
Денисов је играчку каријеру започео у екипи Витепска у Белоруској екстралиги 2001. године. У својој земљи играо је још за екипе Химика и Керамина, након чега је у сезони 2006/07. прешао у редове руске екипе Ладе из Тољатија. Са амбицијама да наступи у НХЛ лиги, Денисов у сезони 2007/08. прелази у редове екипе Лејк Ери монстерси у АХЛ лиги, екипи која је Б тим НХЛ лигаша Колорадо авеланча. Након доста добре сезоне у Монстерсима Денисов је потписао предуговор са екипом њујоршких Ренџера, те је наредну сезону одиграо у њујоршком Б тиму Хартфорд волф пек, такође у АХЛ лиги. Након што није успео да се избори за место у тиму из Њујорка, Денисов је одиграо неколико утакмица у оквиру летњег кампа за екипу Капиталса из Вашингтона, током септембра 2009. године. Како није успео да се избори за место у тиму из главног града Сједињених Држава одлучио је да се врати у Белорусију, где је потписао једногодишњи уговор са КХЛ лигашем из Минска Динамом.
Након једногодишње епизоде у швајцарском прволигашу Амбрију у сезони 2010/11. поново се враћа у екипу Динама, где остаје наредне две сезоне. У мају 2013. потписао је двогодишњи уговор са екипом Салавата из Уфе (КХЛ лига), али је већ у септембру, пре него је сезона почела трејдован у екипу Торпеда из Нижњег Новгорода.

## Репрезентативна каријера
Од 2001. играо је за млађе репрезентативне селекције Белорусије, а у сениорској репрезентацији дебитовао је на светском првенству 2006. године.
Био је део Белоруског тима на Зимским олимпијским играма 2010. у Ванкуверу. Године 2012. постављен је за капитена националне селекције.

## Успеси и признања
- 2005 — друго место на првенству Белорусије
- 2009 — победник Шпенглеровог купа